# Jean-Joseph Charlier
Pour les articles homonymes, voir Charlier et Jambe de bois (homonymie).
Jean-Joseph Charlier  dit Jambe de Bois ou encore Charlier Jambe de Bois, né le 4 avril 1794 à Liège et mort à Liège le 30 mars 1886 , est un tisserand, et militaire belge célèbre pour avoir rejoint les volontaires de la révolution belge de 1830 dans le corps franc liégeois et pour ses actions décisives avec son canon lors de l'épisode des Quatre Jours, autour du parc de Bruxelles.

## Biographie
Jean-Joseph Charlier, né le 4 avril 1794 à Liège (dans le quartier Sainte-Walburge), est le fils de Mathieu Charlier et de Gertrude Navarre. Il épouse, en premières noces, Anne-Marie Henriette Victoire Winand († en 1846) avec qui il a deux fils, dont Hippolyte Alexandre, une fille et, en secondes noces, Jeanne Capel.
Avant son enrôlement dans la Grande Armée de Napoléon, il exerce le métier de tisserand. 

### Guerres napoléoniennes
En 1813, il est incorporé, comme simple soldat, au 4e bataillon de la 1re compagnie du 69e régiment de ligne et participe entre 1813 et 1814 à la campagne d'Allemagne avec la division Souham (3e corps d'armée).
Après l'évacuation, par l'armée française, de la forteresse de Mayence le 4 mai 1814, les sources historiques secondaires deviennent moins fiables car parfois contradictoires à propos de Charlier. D'après l'historien Yves Moerman, il perd la jambe droite au cours de la bataille de Waterloo tandis que le registre de l'état civil et militaire de l'armée du ministère de la Guerre indique dans la colonne des états de services « déserté le 5 mai 1814, blessure : néant »,.

### Révolution belge

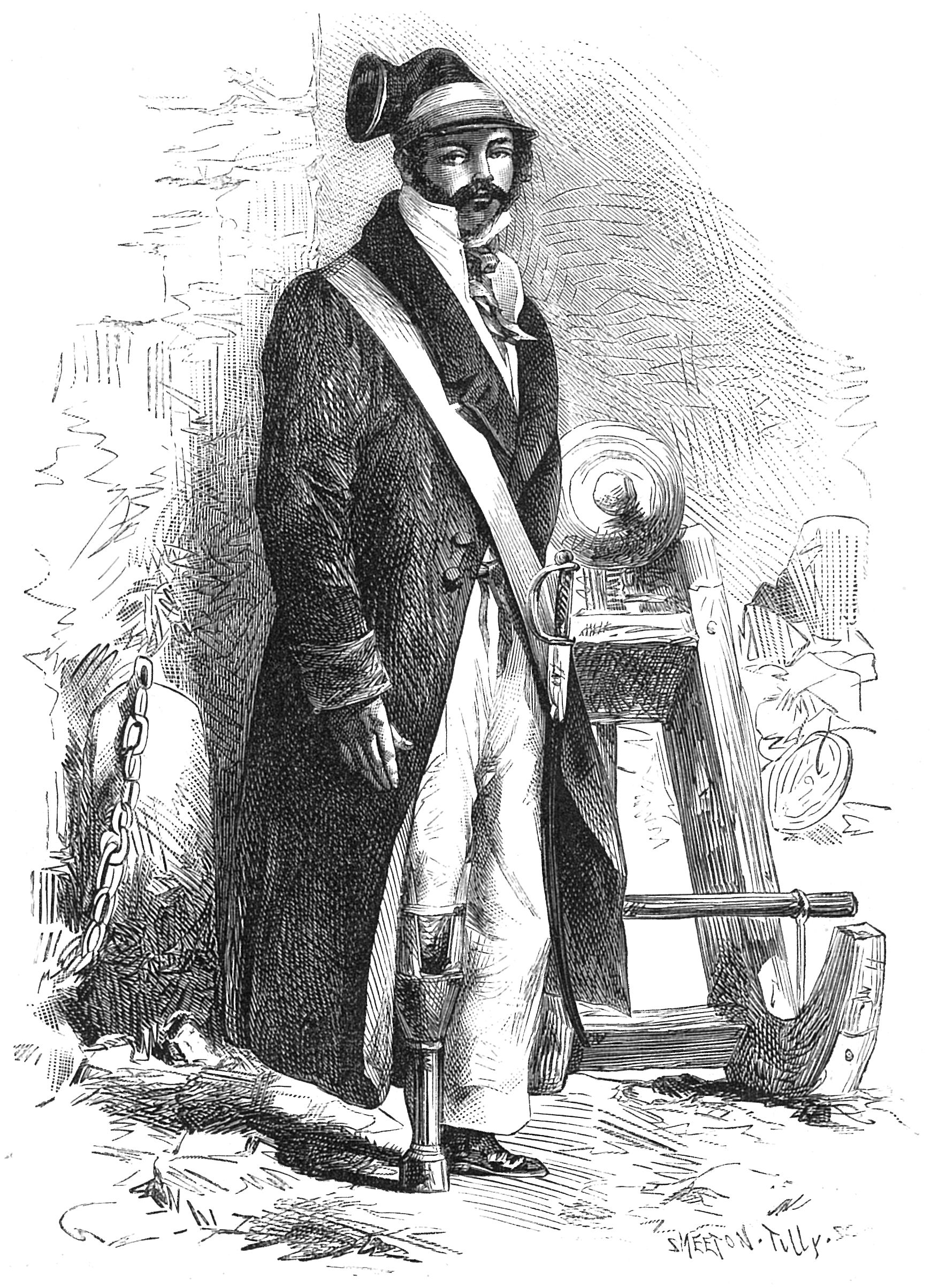
Lithographie de Jean-Joseph Charlier parue dans L’Illustration nationale en 1880.

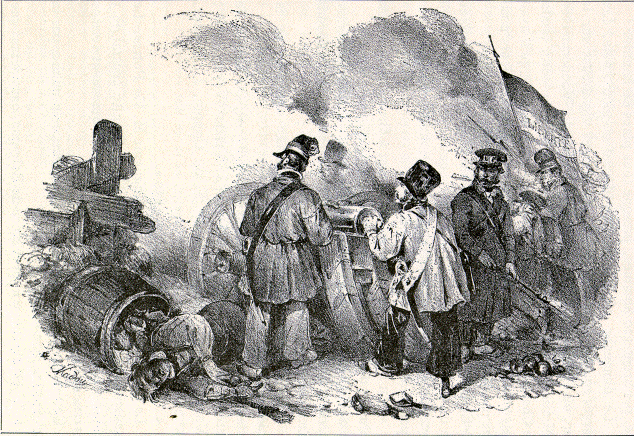
La Jambe de Bois, lithographie de Jean-Baptiste Madou, 1830.

Lors de l'insurrection de 1830 dans les Pays-Bas méridionaux, Jean-Joseph Charlier répond directement à l'appel de Charles Rogier du 2 septembre 1830. Il se joint au corp franc de 250 Liégeois qui part, le 4 septembre, prêter main-forte aux insurgés bruxellois après avoir été à l'origine de l'enlèvement de deux canons — Marie-Louise et Willem — abandonnés par l'armée néerlandaise dans la caserne des Écoliers en Outremeuse. La colonne des Liégeois parvient à Bruxelles le 7 septembre et s'empare des armes entreposées dans l'hôtel de ville. Le 12, Jean-Joseph, treize de ses camarades, Marie-Louise et Willem sont incorporés dans l'artillerie des révolutionnaires, sous le commandement d'Herman Kessels et d'Anne François Mellinet.
Le 23 septembre, les troupes néerlandaises attaquent Bruxelles entrent dans la ville par la rue de Flandre et sont définitivement arrêtées dans le parc de Bruxelles par la barricade installée entre la place de Lorraine et le parc. C'est sur cette barricade que Jean-Joseph et Willem ont pris position. Bien que n'étant pas artilleur, son rôle dans la future victoire est prépondérant ; déplaçant Willem à plusieurs reprises, il tire tantôt vers le parc, tantôt vers la place de Lorraine par laquelle les Néerlandais tentent de prendre la barricade à revers. Les combats durent du 23 à la nuit du 26 septembre pendant laquelle l'armée néerlandaise, profitant de l'obscurité évacue le parc et la ville laissant derrière elle 520 morts, 830 blessés et 450 prisonniers.
Rentré à Liège, il est nommé, par décret du Gouvernement provisoire capitaine d'artillerie en retraite en décembre 1830.
Bien qu'à la retraite, il aide le lieutenant général Nicolas Joseph Daine à établir la défense de Liège dans le secteur du plateau d'Ans lors de la campagne des Dix-Jours de 1831.

## Polémiquepost mortem
Lorsqu'en 1878, l'église Sainte-Walburge est reconstruite, le cimetière qui l’entourait depuis le début du XVIIe siècle est déménagé au nouveau cimetière de Sainte-Walburge. Cependant, la tombe de la famille Charlier n'est pas transférée malgré les protestations de la famille qui réclame une nouvelle sépulture pour le valeureux canonnier à la jambe de bois. « Le capitaine Charlier n’a pas besoin de tombeau, car son nom restera gravé à jamais dans l’histoire » est la réponse des officiels communaux à cette requête.

## Hommages et distinctions

### Chanson
Son action décisive lors des journées de septembre inspire un chansonnier dont l'histoire n'a pas retenu le nom :
Il partit ce matin de Liège

à cheval sur un canon.

Partout la foule qui l'assiège

lui dit : bonhomme où vas-tu donc ?

Je vais chasser à la canaille

et vaincre ou mourir pour nos droits.

Tant qu'il y aura de la mitraille

on verra la jambe de bois.
— inconnu, La Jambe de Bois
Il meurt, quelques jours avant son 92e anniversaire, le 30 mars 1886 dans sa maison du no 10 de la rue Sainte-Walburge à Liège mais n'est déclaré comme tel que le 1er avril à l'administration communale.

## Souvenir

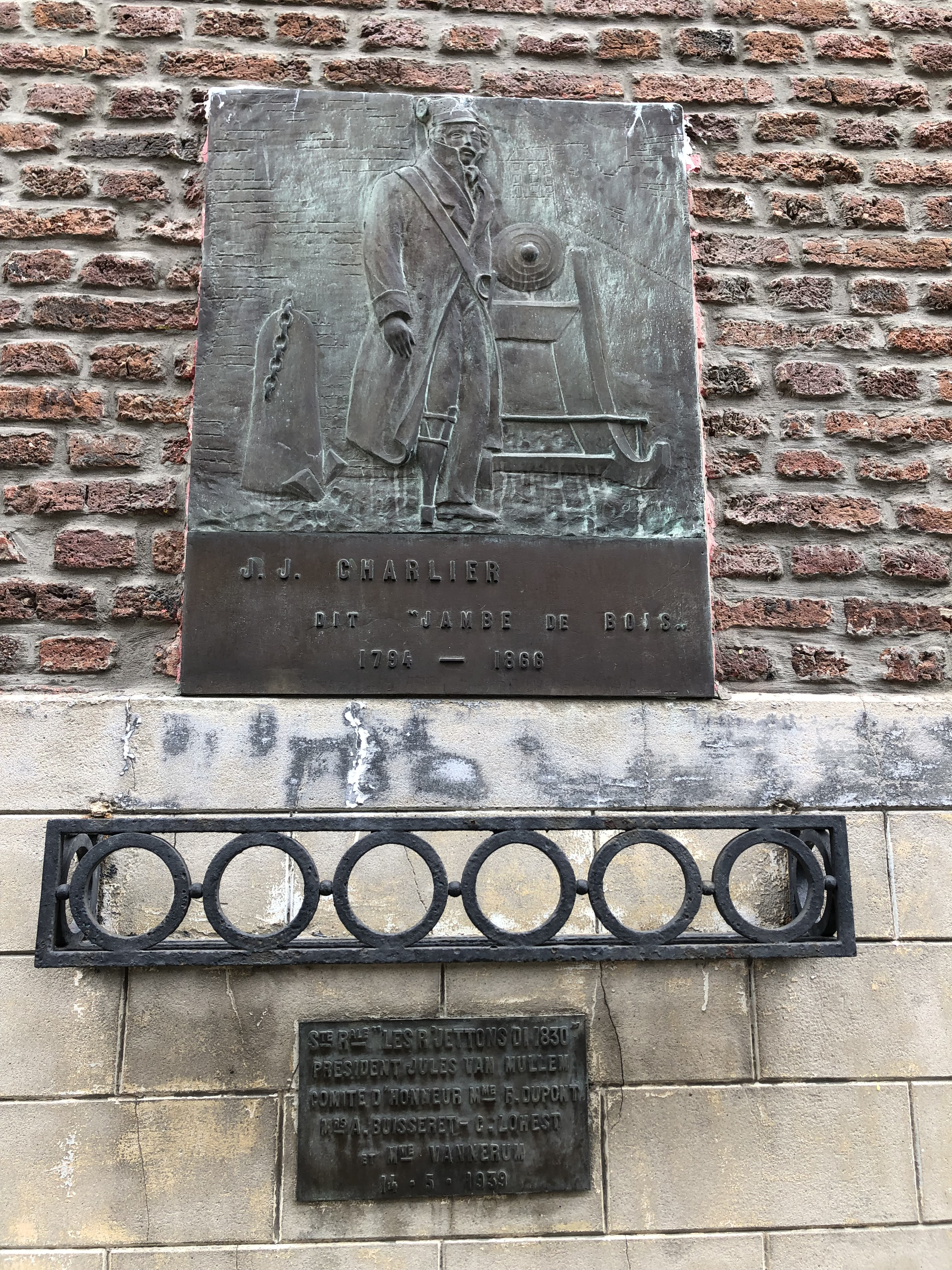
Plaque commémorative sur la façade de l’ancienne maison de Jean-Joseph Charlier, rue Pierreuse n°126 à Liège.

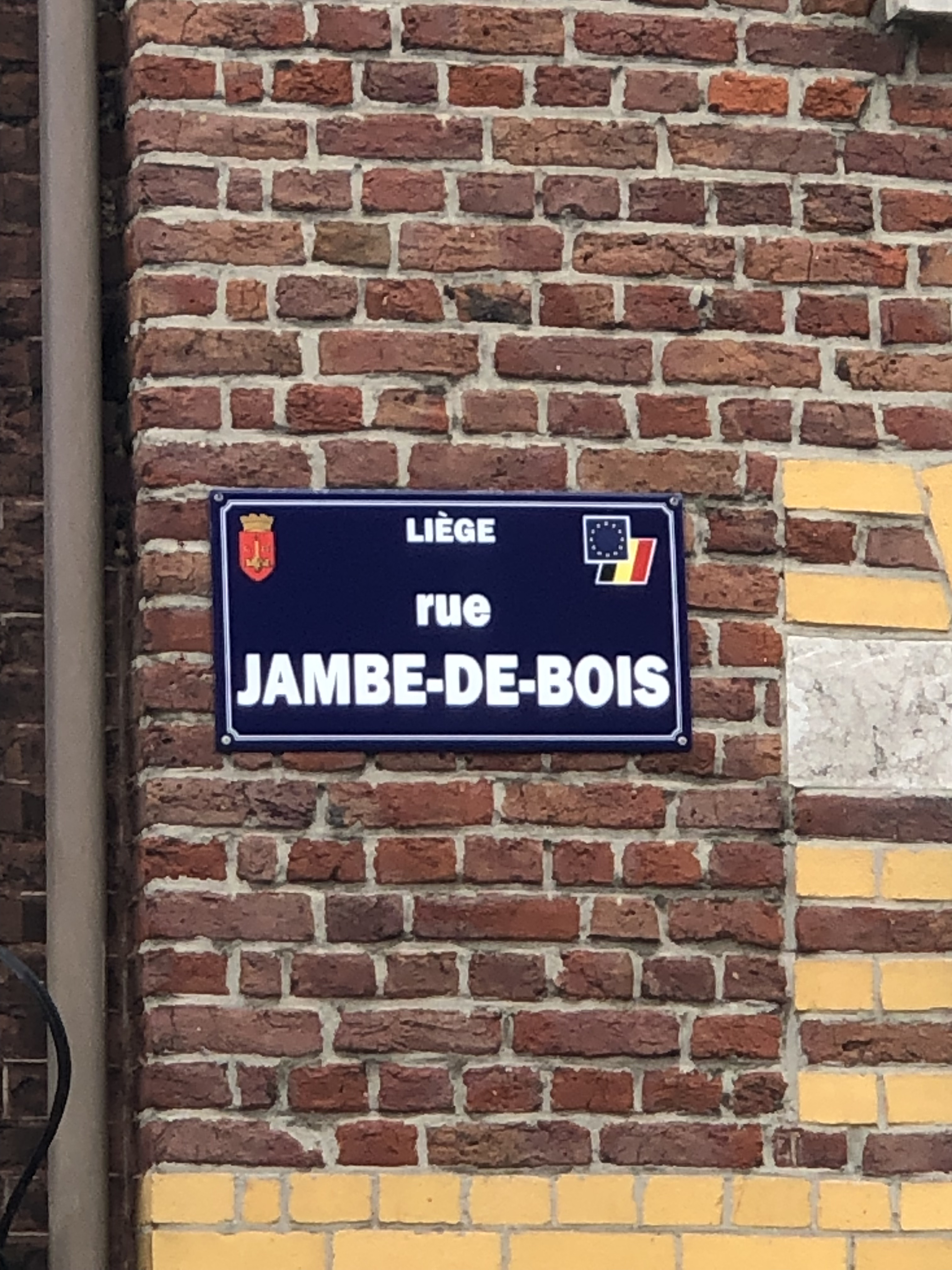
Rue Jambe-de-bois, à Liège.

- Une pancarte commémorative fut apposée sur la façade de son ancienne demeure située à Liège, rue Pierreuse 126, par la société royale « les r'jettons di 1830 » le 14 mai 1939.
- La rue Jambe de Bois dans le quartier Sainte-Walburge à Liège perpétue sa mémoire.
- Son pilon et ses décorations sont conservés au musée de la vie wallonne.
- Le décret du Gouvernement provisoire signé Rogier, Gendebien et Jolly nommant Charlier au grade de capitaine d'artillerie en retraite est conservé au musée royal de l'armée et de l'histoire militaire.

### Distinctions
Les distinctions suivantes lui ont été attribuées :
- Chevalier de l'ordre de Léopold (Belgique) ;
- Croix de fer (Belgique) ;
- Médaille de Sainte-Hélène (1857).